# وسط البلد (ليفربول)

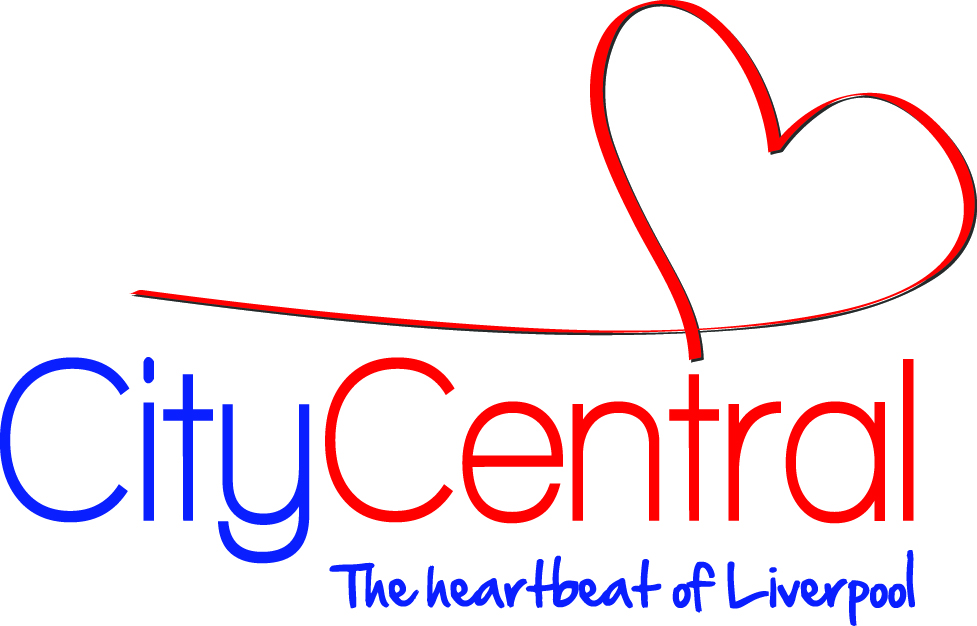

وسط البلد، هو منطقة تحسين أعمال (BID)، يُمثل ما يقارب 630 شركة ترفيه وتجارة التجزئة في قلب مركز مدينة ليفربول، تغطي منطقة تحسين الأعمال مساحة 49 فداناً؛ وتضم 61 شارعاً: شارع بولد وشارع تشرتش وشارع لورد وذا كافرن كوارتر ووايت تشابل وساحة ويليامسون وساحة كوين وشارع رانيلاغ وجميع الشوارع المترابطة، كما تشمل مراكز التسوق الرئيسية الموجودة في منطقة وسط البلد على: كافرن ووكس وساحة كلايتون ومركز تسوق مت كوارتر وشارع كونز.
ترفع منطقة تحسين الأعمال ضريبة بنسبة 1,2 % على أسعار المشاريع السنوية؛ يدفعها الأعضاء من أجل تمويل برنامج مدته خمس سنوات يحسن الخدمات العامة للسلطة المحلية ويوفر منطقة تجارية آمنة ونظيفة وجذابة ومُروج لها بشكل جيد في وسط مدينة ليفربول.
يُعتبر الهدف الرئيسي لمنطقة تحسين الأعمال هو تعزيز تجربة المتسوقين والزوار والعاملين في وسط المدينة ووضع المعايير الرفيعة الضرورية لدعم سمعة ليفربول كمدينة أوروبية رائدة.
تقع منطقة تحسين الأعمال تحت ظل شركة ليفربول لتحسين الأعمال؛ وهي شركة محدودة بموجب الضمان، تقدم تقارير ربع سنوية إلى المجلس التنفيذي وأيضاً إلى مجلس التشغيل الذي يُعاد انتخاب أعضاءه سنوياً في الاجتماع الدوري السنوي. سعت منطقة تحسين الأعمال للحصول على ولاية ثالثة من خلال تصويت أعضائها في مايو عام 2013؛ والذي استمر حتى 31 أكتوبر عام 2018.
عُلّق الرئيس التنفيذي جيد غيبونز في نوفمبر عام 2013 بدون تقديم أي تفسير عن السبب.

## لمحة تاريخية
نشأ مفهوم منطقة تحسين الأعمال في أمريكا الشمالية؛ إذ طُورت المبادرة في السبعينيات.
أطلقت حكومة المملكة المتحدة برنامجاً تجريبياً وطنياً لمنطقة تحسين الأعمال في المملكة المتحدة؛ وذلك من خلال وكالات التنمية الإقليمية، وقد تقدم كل من لجنة متاجر ليفربول ومجلس مدينة ليفربول بطلب لتأسيس مركز مدينة تجريبي في منطقة تحسين الأعمال عام 2003.
سمحت الفترة التجريبية للشركات بفهم مزايا ودور مناطق تحسين الأعمال في إدارة وسط المدينة، وقد أعطى علاوة على ذلك وقتاً كافياً لتطوير استشارات العمل ووضع خطة عمل مناسبة وتعزيز إقامة الشبكات والشراكات. أُنشئت مبادرات السلامة والفعاليات والتسويق لمتذوقي منطقة تحسين الأعمال ذات الصلاحية الكاملة.
كان من الممكن إنشاء منطقة تحسين أعمال سليمة بعد موافقة البرلمان البريطاني على لوائح مناطق تحسين الأعمال في عام 2004، استمر التصويت الذي بدأ في عام 2005 لمدة ثلاث سنوات، وفاز به وسط البلد بنسبة أعداد 62% لصالحه و51% من القيمة القابلة للتقدير.
استمر التصويت الثاني الذي بدأ في عام 2008 لمدة خمس سنوات، إذ كبرت منطقة تأثير وسط البلد بسبب انضمام شارع بولد إلى منطقة تحسين الأعمال، وقد حصل وسط البلد على نسبة 64% من الشركات لصالحه و68% من القيمة القابلة للتقدير.

## المنطقة
صُنفت ليفربول كواحدة من أفضل خمس وجهات في المملكة لتجارة التجزئة، وواحدة من أفضل 25 وجهة في أوروبا. شكل كل من وسط البلد -تبلغ مساحته (49 فداناً) - وليفربول ون -تبلغ مساحتها (42 فداناً)- منطقة رئيسية لتجارة التجزئة.
هناك مناطق مختلفة داخل وسط المدينة:
- شارع تشرتش + شارع لورد

هي عبارة عن الشوارع الرئيسية للتجارة بالتجزئة في وسط مدينة ليفربول، إذ يسكن فيها معظم المستأجرين الدائمين، وهي الحدود بين وسط البلد وليفربول ون.
- شارع بولد

شارع بولد، هو أحد أفضل شوارع التسوق في المملكة المتحدة نظراً لمزيج تجارة التجزئة الساحرة والانتقائية من المحلات التجارية والمقاهي والحانات المستقلة. تقع كنيسة القديس لوكا (والتي يُطلق عليها الكنيسة المُلغمة بالقنابل أيضاً) في النهاية العليا لشارع بولد، يتضمن شارع بولد منطقة روب ووكس؛ والتي تُعتبر واحدة من أهم المناطق الاقتصادية الليلية في ليفربول.
- مركز تسوق مت كوارتر

افتُتح مركز تسوق مت كوارتر في عام 2005، وهو مركز تسوق فاخر يتكون أساساً من محلات تجارية تتوضع في وسط مدينة ليفربول؛ إذ يحتوي على 40 متجراً، وهو ثالث أكبر مركز للتسوق في المدينة بعد ليفربول ون ومركز تسوق سانت جونز، كما يسكنه المستأجرين الجدد مثل جاك ويلز وأنطونيو كارلوسيو.
- كافرن كوارتر

شُهر كافرن كوارتر لكونه موطن نادي كافرن الذي استضاف البيتلز 292 مرة، كما تشمل المنطقة على كافرن ووكس أيضاً وفيفين ويست وود، وهي أحد المناطق الاقتصادية الليلية في المدينة.
ويُعتبر رويال كورت وبلاي هاوس وهوليدي إن وماريوت هوتيل وأثينويم من بين الأعضاء البارزين لتجارة عدم التجزئة.

## خطة العمل
يوفر وسط المدينة مجموعة من الخدمات التي حددتها الشركات كأهداف رئيسية وأولويات مُحددة لها في خطة عمل وسط المدينة.
المسارات الأربعة لخطة العمل هي:

### الأمان
يُعتبر وسط البلد الآمن هو المفتاح لتقديم خطة العمل بأكملها، والذي يتيح جواً مستقراً وموثوقاً للشركات والعملاء الزوار، وتتضمن الإنجازات الرئيسية ما يلي:
- التمويل المشترك الأول للملكة المتحدة والمدفوع بشكل خاص من أجل مركز الشرطة الموجود في مركز تسوق سانت جونز.[12]
- وضع العلم الأرجواني من أجل سجل سلامة اقتصاد وسط البلد الليلي.[13]
- نظام تنبيه الراديو الذي يربط المخازن بمراكز مكافحة السرقة والجرائم الأخرى ويشارك هذه البيانات والاستخبارات مع مراكز الشرطة.
- دعم المنطقة الآمنة للأطفال في مركز سانت جونز للتسوق وساحة كلايتون.[14]
- دوريات إنفاذ مخصصة في جميع أنحاء منطقة تحسين أعمال وسط البلد لمدة سبعة أيام في الأسبوع.

### الإدارة المُحسنة والبيئية
كان التركيز الرئيسي على «الأنظف والأكثر مراعاة للبيئة»، إذ عمل وسط البلد بالشراكة مع فريق البيئة التابع لمجلس مدينة ليفربول الذي يستهدف تجارة النفايات وقلب القمامة والتسول العدواني وسائقي الحافلات وجامعي الأعمال الخيرية وقضايا السلوك المعادي للمجتمع، وتتضمن الإنجازات الرئيسية ما يلي:
- صيانة أثاث الشوارع؛ بما في ذلك جدار بوب للشهرة الموجود في شارع ماثيو.[15]
- أول سفيرة للقطاع الخاص في المملكة المتحدة ترتب حملة «أحب حيث تعيش» بالاشتراك مع منطقة تحسين أعمال ليفربول التجارية.[16]
- حصلت كل من شركة بيغ غو أند غرو وسوق منظمة التعاون الاقتصادي التربوية على جائزة غرين أبل في عام 2011.[17]
- تقديم سلال معلقة في جميع أنحاء منطقة تحسين الأعمال.
- كناسي شوارع إضافيين يعملون 7 أيام في الأسبوع.

### الأحداث والرسوم المتحركة
رسم وسط البلد هو هدف رئيسي لمنطقة تحسين الأعمال، إذ يمكن أن تكون فوائد برنامج الأحداث متعددة: إنشاء خطى الأقدام وزيادة وقت الإقامة وتحسين صورة وسط البلد وزيادة الإيرادات لإعادة الاستثمار في الأحداث المستقبلية، وتتضمن الإنجازات الرئيسية ما يلي:
- أول فرقة في وسط مدينة ليفربول -صيف عام 2012.[18]
- أول حلبة للتزلج عل الجليد الحقيقي في مدينة ليفربول -عيد الميلاد في عام 2010.[19]
- استضافة أحداث مختلفة في منطقة تحسين الأعمال: كيوريوس غاردن وذكرى ليفربول بلاتيز السبعين وتيست أوف سبين واحتفال شارع بولد وإشادة رصيف الفن ثلاثي الأبعاد تكريماً لفرقة البيتلز.[20]
- كرنفال المدينة: برازيليكا وبروها ومبادرة ميرسي للرقص.[21]
- الحجوزات التجارية مع شركات الرقاق الزرقاء مثل أديداس وبي إم دبليو وكوكا كولا.[22]
- ابتكار أول نظام للحجز التجاري عبر الإنترنت لوسط البلد في المملكة المتحدة.[23]
- تأييد فعاليات المدن مثل سي أوديسي واحتفال شارع ماثيو ومتجر لايت نايت والكثير غيرها.